# Spy Kids
Der Familienfilm Spy Kids ist eine Actionkomödie aus dem Jahre 2001, produziert in den USA. Die Regie führte Robert Rodriguez.
Es gibt drei Fortsetzungen: Spy Kids 2 – Die Rückkehr der Superspione aus dem Jahre 2002, Spy Kids 3D von 2003, und die dritte Fortsetzung erschien im August des Jahres 2011 in den USA unter dem Titel Spy Kids – Alle Zeit der Welt (Spy Kids: All the Time in the World).
Robert Rodriguez drehte 2010 ein Prequel zu Spy Kids, den Film Machete, der die Vorgeschichte von der Figur Machete Cortez erzählt, Danny Trejo übernahm auch hier die Rolle. 2013 wurde die Fortsetzung Machete Kills wieder mit Danny Trejo produziert. Diese Filme sind jedoch keine Familienfilme, sondern Actionfilme mit einer FSK-18-Freigabe.
2018 erschien als Reboot auf Netflix die Animationsserie Spy Kids: Auf wichtiger Mission.

## Handlung
Ingrid Cortez bringt ihre Kinder ins Bett, und Carmen möchte eine Gute-Nacht-Geschichte hören. Die Mutter erzählt ihren Kindern die Geschichte von zwei Geheimagenten, die aufeinander angesetzt waren und den anderen nicht beseitigen konnten. Sie verliebten sich ineinander und heirateten bald darauf. Ihre Hochzeitsfeier wurde massiv gestört, sie mussten fliehen. Zusammen boten sie ein verführerisches Ziel für ihre Feinde. Helikopter rasten über die Hochzeitsgesellschaft hinweg, und kaum hatten die beiden verliebten Agenten das Ja-Wort gesprochen, mussten sie mit Fallschirmen in Herzform über die Klippe springen, und unten stand auch schon ein Boot für sie bereit. Sie tauchten unter und widmeten sich ihrer Familie. Als sie Kinder bekamen, wollten sie ihren Job an den Nagel hängen.
Die Geschichte gefällt den Kindern sehr, und schließlich geht die Mutter hinaus.
Was die Kinder nicht wissen, ist, dass ihre Eltern die geheimnisvollen verliebten Geheimagenten sind, die sich zur Ruhe setzen wollten. Bei dem Plan ist es geblieben, sie sind nach wie vor aktiv, allerdings nehmen sie nur noch eine Beraterfunktion ein. Am nächsten Morgen schaut der kleine Juni seine Lieblingsserie um Fegan Floop und seine Fooglies, ein psychedelischer Teletubbieverschnitt. Außerhalb seiner Serie besitzt Floop eine große künstliche Insel mitten im Meer. Dort ist gerade Mr. Lisp vom – wahrscheinlich amerikanischen – Militär. Er investierte bisher eine Milliarde Dollar in die Entwicklungen von Floop und ist sehr enttäuscht von den bisherigen Ergebnissen. Floop sollte für das Militär Kampfroboter entwerfen und produzieren. Die bisherigen Erfolge sind die Fooglies, die eigentlich mutierte Geheimagenten der OSS sind, derselben Organisation, der auch Gregorio und Ingrid Cortez angehören. Des Weiteren hat Floop Super-Daumen entwickelt, übermenschengroße Roboter, deren Kopf und Gliedmaßen Daumen sind. Lisp setzt Floop ein Ultimatum, er will umgehend Erfolge sehen. Floop und sein Gehilfe Alexander Minion zeigen ihm den letzten Entwicklungsstand ihrer Kampfroboter. Ein kleiner Junge kommt in den Raum gerannt. Es scheint Lisps Sohn zu sein, ist aber ein Kampfroboter in Form eines Kindes. Dies sollen die perfekten Spione werden, denn wer achtet schon auf Kinder? Sie sind die Spy Kids.
Gregorio will einen Auftrag annehmen, bei dem es um seine verschwundenen Kollegen geht. Seine Frau will ihn begleiten und schafft es, ihn dazu zu überreden, wieder gemeinsam in Aktion zu treten. Schon sind sie mit ihrem Familienauto unterwegs, das sich in ein U-Boot verwandelt. Sie kommen aber nicht weit, da Floop Jagd auf sie macht und sie erwischt.
Während der Abwesenheit passt Onkel Felix auf die Kinder auf. Er ist ebenfalls Geheimagent und beschützt seit Jahren die Familie. Doch schon am ersten Morgen blinkt Red Alert im Wecker und von den Fernsehern und Monitoren. Super-Daumen überfallen sie, und Felix muss mit ihnen kämpfen, damit die Kinder fliehen können. Diese starten mit einem Amphibienfahrzeug zum sicheren Haus. Als sie nach einigen Stunden ankommen, lässt sie das Haus erst nach Nennung ihrer vollen Namen (Carmen Elizabeth Juanita Echo Sky Brava Cortez und Juni Rocky Razor Rabble Cortez) eintreten. Im Haus finden sie Dinge wie den Rehydrator, der aus unappetitlichen, eingeschweißten Essensrationen Cheeseburger mit Pommes und Ketchup macht. Doch Juni hat keinen Hunger, er hat Angst um seine Eltern. Dass diese sie belogen haben, stört die Kinder nicht weiter.
Gregorio und Ingrid sind in Floops verrücktem Schloss gefangen und schaffen es, sich mit einem Laser in Ingrids Ring zu befreien. Sie diskutieren, ob ihre Kinder in Gefahr sind. Ingrid ist der Meinung, dass sie es schaffen, während Gregorio das Gegenteil behauptet, da eines der beiden noch Windeln trägt. Es folgen immer wieder auflockernde Slapstickeinlagen. So löst sich, als sie fliehen, der Boden unter ihnen in gigantischen Puzzleteilen auf, die ins Meer stürzen. Gregorio muss mit Anlauf über den Abgrund springen, schafft es nicht und landet bäuchlings auf einem Glasboden. In der Zwischenzeit kommt Ms. Gradenko zum sicheren Haus. Die Kinder erfahren, dass sie wegen einer Erfindung ihres Vaters gejagt werden. Das dritte Gehirn ist ein kleiner Computer, der einem Roboter besonders hohe Intelligenz verleihen kann. Floop benötigt das Gehirn für seine Armee von Spy Kids. Eigentlich hatte das Entwicklerteam des Gehirns den Befehl erhalten, dieses zu zerstören, da es zu gefährlich sei. Doch Gregorio hat es behalten. Gradenko fragt die Kinder, wo sich das Gehirn befinde, die das aber nicht wissen. Gradenko spielt auf Zeit, denn schon wieder sind ihnen die Super-Daumen auf den Fersen. Juni findet unbeabsichtigt das dritte Gehirn, woraufhin Juni und Carmen in einer turbulenten Verfolgungsjagd mit Jetpacks entkommen können. Dabei werden Gradenkos Haare weitgehend versengt. Die Kinder landen in einem Supermarkt, verstecken sich und kleiden sich neu ein, da sie nun Geheimagenten sind, mit der Mission, ihre Eltern zu retten.
Floop sucht währenddessen nach der letzten Komponente, die seiner Sendung zur Perfektion helfen würde, um sie auf den ersten Platz zu bringen. Minion verfolgt ein anderes Ziel, er will mit den Spy Kids die Welt beherrschen. Daher schickt er Carmen- und Juni-Androiden, um den echten Kindern das ominöse Gehirn wegzunehmen.
Die Kinder wenden sich nach einem Kampf mit ihren Roboterzwillingen auf einem Spielplatz, bei dem ihnen das „dritte Gehirn“ abgenommen wurde, an ihren richtigen Onkel, Isidoro Machete Cortez, den Bruder ihres Vaters. In Floops Geheimquartier übernimmt Minion die Führung, er besitzt nun das dritte Gehirn und benötigt Floop nicht mehr. Er sperrt ihn in den virtuellen Raum, in dem die Sendung produziert wird. Lisp ist auf der Anreise, da er Resultate sehen will, und wird von Minion und der fast glatzköpfigen Gradenko empfangen.
Machete will den Kindern nicht helfen, da er die fantastische Agentenausrüstung für beide Seiten entwickelt und in Konflikt mit seinem Bruder steht. Nachts bedienen sich die Kinder aus Machetes Labor und fliegen mit einem kleinen Flugzeug zu Floops Insel. Dort läuft die Produktion der Gehirne auf Hochtouren. Im Flugzeug kommt es zum Streit, da Carmen wie so oft ihren Bruder fertigmacht. Er rächt sich für all die Jahre der Beleidigung mit Windeltante. Es war ein wohlgehütetes Geheimnis zwischen Carmen und ihren Eltern, dass sie noch Windeln benötigt, doch Juni weiß es schon lange. In ihrer Wut tritt sie ihn gegen die Steuerung. Die Kinder verlieren die Kontrolle über das Flugzeug und müssen abspringen. Sie gelangen vom Meer ins Schloss und setzen die Wärter – Super-Daumen – mit Elektroschock-Kaugummis und Elektroschock-Seifenblasen außer Gefecht.
Die Kinder wollen nun ihre Eltern aus dem Verlies befreien. Gregorio st schon einer der Fooglies, einer kinderhaften Zeichnung von Juni, mutiert. Ihre Mutter ist allerdings noch in Ordnung, und so befreien sie sie. Zusammen mit Floop schaffen sie es, Gregorio wieder zurückzuverwandeln und Minion zu überwältigen. Sie versuchen ihn in einen Fooglie zu verwandeln, was aber wegen Gradenkos Eingreifen nur zum Teil erfolgt.
Die Familie Cortez stößt auf Minion und Lisp. Ersterer will die Fähigkeiten seiner neuen, stärkeren und intelligenteren Roboter an der Familie demonstrieren. Die Familie Cortez sieht sich einer 500-köpfigen Spy-Kids-Armee gegenübergestellt. Gregorio teilt jedem Familienmitglied 100 Spy-Kids zu. Juni bemerkt, dass sie einer zu wenig sind. In diesem Moment stößt Machete doch noch zu ihnen. Doch es kommt nicht zum Kampf, da Floop es schafft, die Spy-Kids umzuprogrammieren.
Zu Hause ist die ganze Familie einschließlich Machete beim Frühstück zusammen. Juni, der inzwischen keine Angst mehr hat und sich mit seiner Schwester gut versteht, sieht wieder fern. Floop musste seine Sendung ein wenig überarbeiten. Er hat nun die beiden Roboterklone der Cortez-Kinder in sein Programm aufgenommen, und es gibt nur noch einen Fooglie – Minion. In den Nachrichten sieht man, wie die Superkinder, die ehemaligen Spy Kids, gute Taten vollbringen.
Das Programm wechselt, und Devlin, der OSS-Chef, hat einen neuen Auftrag – für die Kinder. Doch ihm wird klargemacht, dass man die Familie nur noch komplett buchen kann. Carmen sagt: „Spionage ist doch leicht. Eine Familie zusammenzuhalten, das ist schwer, und für diese Mission lohnt es sich zu kämpfen.“

## Kritik
„Turbulente, ebenso überdrehte wie intelligente Agentenparodie, die mit den Versatzstücken des Genres jongliert und zugleich die moderne Spaßgesellschaft ironisch hinterfragt. Reizvoll fließt zudem das Thema der Annäherung von Kinder- und Erwachsenenwelt ein.“

„Im Grunde ist ‚Spy Kids‘ eine James-Bond-Variante für Kinder - eine Spionagestory vollgepackt mit temporeicher Action, bewusst völlig überdreht, angereichert mit knallbunten Spezial-Effekten. Die Geschichte der beiden smarten Geschwister orientiert sich an der Zielgruppe der jungen Besucher, die dem Handlungsverlauf gut folgen können. Richtig begeistert sein werden die Kleinen aber von den fantasievollen, witzigen Actionszenen. So gehören Mini-U-Boote, Turbo-Flugzeuge und Seifenblasen-Elektroschocker zur Ausrüstung der Nachwuchsspione. Der kindische Budenzauber, den Rodriguez auf der Leinwand veranstaltet, birgt aber auch eine Gefahr in sich: Er fällt den Erwachsenen je nach Ausprägung des kindlichen Gemüts mehr oder weniger auf die Nerven. Als Entschädigung garniert der Texaner sein Abenteuer mit Gastauftritten von Stars wie Cheech Marin (‚Cheech & Chong‘), Danny Trejo (‚Heat‘), George Clooney (‚Der Sturm‘) und Independent-Regisseur Richard Linklater (‚Slackers‘).“

## Auszeichnungen
- Robert Rodriguez gewann den American Latino Media Arts Award,
- John Debney gewann den Film and Television Music Award der American Society of Composers, Authors, and Publishers.
- Spy Kids wurde 2024 in das National Film Registry aufgenommen.